# Yamaha YZF1000R Thunderace
De Yamaha YZF1000R Thunderace is een motorfiets geproduceerd door Yamaha van 1996 tot 2002.
Het is een sportieve motorfiets, de 1002 cc, viercilinder lijnmotor is met lichte modificaties afkomstig uit de YamahaFZR1000 5 kleppen per cilinder (3 inlaat- 2 uitlaatkleppen)
In de uitlaat bevindt zich een EXUP-klep voor meer trekkracht bij lage toeren.
De Thunderace werd geleverd in de kleuren rood/wit, rood/wit/zwart, zwart-zilver, blauw-zwart, rood-zilver.